# بکتوفکا
بکتوفکا (به لاتین: Beketovka) یک منطقهٔ مسکونی در روسیه است که در استان آستراخان واقع شده‌است.